# Шихин, Анатолий Яковлевич
Ши́хин Анато́лий Я́ковлевич (2.12.1922, Москва — 2.5.1989, Москва) — доктор технических наук, профессор, специалист в области электротехники, магнитных систем и приборостроения, участник Великой Отечественной войны.

## Биография
Анатолий Яковлевич Шихин родился 2 декабря 1922 года в Москве в семье Якова Ивановича Шихина.
После окончания школы в 1940 году призван в Военно-морской флот, хотя на тот момент ему ещё не исполнилось 18 лет.
31 октября 1941 года начал свою службу на эсминце «Редкий» Тихоокеанского флота, на котором участвовал в сопровождении американских кораблей до Мурманска по Северному морскому пути. Главный старшина, командир зенитного орудия эскадренного миноносца «Редкий» Тихоокеанского флота.
В 1948 году поступил в Московский энергетический институт, который окончил в 1954 году с отличием. Во время обучения был «Сталинским стипендиатом». В 1962 году защитил кандидатскую диссертацию по теме "Исследование схемы автоматического регулирования возбуждения тяговых генераторов с использованием магнитных усилителей" Всесоюз. науч.-исслед. ин-т ж.-д. транспорта. - Москва. 1962.
В 1973 году защитил докторскую диссертацию по тему "Анализ намагничивающих систем и устройств для испытания ферромагнитных материалов"Дисс. rsl.ru. Дата обращения: 14 декабря 2020.
С 1975 по 1984 год начальник аттестационного отдела по энергетике, приборостроению и вычислительной техники ВАК СССР.
С 1982 года заведующий кафедрой Общей электроэнергетики и научный руководитель Проблемной лаборатории постоянных магнитов МЭИ.
Подготовил 10 кандидатов наук.
Трагически погиб 2 мая 1989 года. Похоронен в Москве на Введенском кладбище.

## Публикации
Автор более 160 научных трудов и изобретений, в том числе 28 авторских свидетельств на изобретения.
- А.Я. Шихин, Н.М. Белоусова, Ю.Х. Пухляков и др. Электротехника / Под ред. А.Я. Шихина. — Учеб. для проф. учеб. заведений. — М.: Высшая школа, 1991. — 335 с. — ISBN 5-06-002082-7.

- Электромагнитные поля и системы / [Редкол.: А. Я. Шихин (гл. ред.) и др.]. - М. : МЭИ, 1986 (1987). - 106 с. : ил.; 20 см. - (Сб. науч. тр. / Моск. энерг. ин-т, ISSN ISSN 0234-9124; N118).

- Пути и средства интенсификации учебного процесса / [Редкол.: А. Я. Шихин (гл. ред.) и др.]. - М. : МЭИ, 1989. - 129,[1] с. : ил.; 20 см. - (Сб. науч. тр. / Моск. энерг. ин-т, ISSN ISSN 0234-9124; N 199).

- Организация и управление познавательной деятельностью студентов в процессе обучения : Межвуз. темат. сб. / [Редкол.: А. Я. Шихин (гл. ред.) и др.]. - М. : МЭИ, 1984 (вып. дан. 1985). - 200 с.; 20 см. - (Науч. тр. : / / Моск. энерг. ин-т. N40; ;).

- Шарохин, Григорий Иванович. Вращающееся магнитное поле [Текст] : [Учеб. пособие] / Г. И. Шарохин, А. Я. Шихин ; М-во высш. и сред. спец. образования СССР. Моск. энерг. ин-т. Кафедра общей электротехники. - Москва : [б. и.], 1973-

- Алексеев, Олег Васильевич. Электротехнические устройства : [Учебник для вузов по спец. "Радиотехника"] / О. В. Алексеев, В. Е. Китаев, А. Я. Шихин; Под общ. ред. А. Я. Шихина. - М. : Энергоиздат, 1981. - 336 с. : ил.; 21 см.; ISBN В пер.

- Автоматические магнитно-измерительные системы

### Соавтор патентов
- Патент РФ № 448 405: «Устройство для измерения магнитного поля»[7].
- Патент РФ № 451 030: «Устройство для испытания магнитных материалов»[8].
- Патент РФ № 451 971: «Устройство для измерения магнитных характеристик низкокоэрцитивных ферромагнетиков»[9].
- Патент РФ № 920 597: «Устройство для определения магнитных характеристик ферромагнитных материалов»[10].
- Патент РФ № 1 541 545: «Устройство для измерения магнитных параметров высококоэрцитивных магнитных материалов»[11].

## Награды
- Медаль «За победу над Японией» (30.09.1945),
- Орден Отечественной войны II степени (7.09.1945),
- Орден Отечественной войны II степени (6.04.1985),
- Золотая медаль ВДНХ СССР,
- Заслуженный деятель науки и техники РСФСР,
- Заслуженный изобретатель[6].